# Freikauf von Rumäniendeutschen
Mit dem Freikauf von Rumäniendeutschen durch die deutsche Bundesregierung wurde zwischen 1967 und 1989 unter den Decknamen Geheimsache Kanal auf westdeutscher Seite und Aktion „Rückgewinnung“ (rumänisch Acțiunea „Recuperarea“) auf rumänischer Seite die Ausreise von 226.654 Rumäniendeutschen aus dem zu dieser Zeit unter kommunistischer Herrschaft stehenden Rumänien in die Bundesrepublik Deutschland erwirkt. Die Höhe der Zahlungen für das sogenannte Kopfgeld wird auf über eine Milliarde DM geschätzt.

## Geschichte
| Jahr             | Personen |
| ---------------- | -------- |
| 1950             | 13       |
| 1951             | 1.031    |
| 1952             | 26       |
| 1953             | 15       |
| 1954             | 8        |
| 1955             | 44       |
| 1956             | 176      |
| 1957             | 384      |
| 1958             | 1.383    |
| 1959             | 174      |
| 1960             | 2.124    |
| 1961             | 3.303    |
| 1962             | 1.675    |
| 1963             | 1.321    |
| 1964             | 818      |
| 1965             | 2.715    |
| 1966             | 609      |
| 1967             | 440      |
| 1968             | 614      |
| 1969             | 2.675    |
| 1970             | 6.519    |
| 1971             | 2.848    |
| 1972             | 4.374    |
| 1973             | 7.577    |
| 1974             | 8.484    |
| 1975             | 5.077    |
| 1976             | 3.764    |
| 1977             | 10.989   |
| 1978             | 12.120   |
| 1979             | 9.963    |
| 1980             | 15.767   |
| 1981             | 12.031   |
| 1982             | 12.972   |
| 1983             | 15.501   |
| 1984             | 16.554   |
| 1985             | 13.972   |
| 1986             | 13.130   |
| 1987             | 13.994   |
| 1988             | 12.902   |
| 1989             | 23.387   |
| 1990             | 111.150  |
| 1991             | 32.178   |
| 1992             | 16.146   |
| 1993             | 5.811    |
| 1994             | 6.615    |
| 1995             | 6.519    |
| 1996             | 1.777    |
| 1997             | 4.284    |
| 1998             | 1.005    |
| 1999             | 855      |
| Summe 1967–1989: | 226.654  |
| Summe 1950–1999: | 428.666  |

### Politische Situation
Bei der ersten Volkszählung nach dem Zweiten Weltkrieg Ende Januar 1948 wurden in Rumänien rund 345.000 Rumäniendeutsche registriert. Als vorgebliche „Kollaborateure Hitlers“ wurde die Volksgruppe für mehrere Jahre kollektiv entrechtet und der Willkür staatlicher Stellen ausgesetzt. Hierzu gehören die Verschleppung in die Sowjetunion im Januar 1945 und die Deportation in die Bărăgan-Steppe im Juni 1951. Zudem wurden infolge des Bodenreformgesetzes im März 1945 den Rumäniendeutschen auf dem Lande der Feldbesitz, die Häuser, das Großvieh und alle landwirtschaftlichen Maschinen und Geräte enteignet. Erst durch einen Ministerialbeschluss im Dezember 1955, der die Befreiung und Heimkehr der Bărăgan-Deportierten regelte, wurden der Feldbesitz und die Häuser rückerstattet. Hinzu kamen eine die gesamte Bevölkerung des Landes (insgesamt etwa 80.000 Bauern) um 1950 treffende und etappenweise durchgeführte Zwangskollektivierung sowie die Nationalisierung der Industrie, des Handels, der Banken und des Transportwesens vom 11. Juni 1948. Trotz der zeitweisen Lockerung dieser Repressionen in den 1960er und 1970er Jahren verspürte die überwiegende Mehrheit der Rumäniendeutschen den Wunsch, das Land permanent zu verlassen, was ihnen zu dieser Zeit nur in seltenen Fällen gelang.
Nach Art. 116 Grundgesetz sind deutsche Volkszugehörige mit fehlender deutscher Staatsangehörigkeit nicht als Ausländer zu behandeln. Nach § 6 Bundesvertriebenengesetz (BVFG) ist ein deutscher Volkszugehöriger eine Person, die sich in ihrer (außerdeutschen) Heimat „zum deutschen Volkstum bekannt hat, sofern dieses Bekenntnis durch bestimmte Merkmale wie Abstammung, Sprache, Erziehung, Kultur bestätigt wird“.
Parallel zu diesen Umständen schlossen Rumänien und der junge Staat Israel im Juli 1948 ein Wirtschaftsabkommen, welches unter anderem die Auswanderung von 5.000 Juden monatlich vorsah, zu Kosten von 8.000 Lei pro Kopf. Das Joint Distribution Committee erklärte sich bereit, diese Kosten zu tragen. Insgesamt verließen 118.000 Juden zwischen Mai 1948 und Ende 1951 das Land Richtung Israel. Als weitere Kompensation wurden Geflügelfarmen und andere agrarwirtschaftliche Betriebe von Israel geliefert.

### Erste Kontakte
Bei Verhandlungen des Ost-Ausschusses der Deutschen Wirtschaft mit einer rumänischen Wirtschaftsdelegation 1954 in Wien wurde das Thema Familienzusammenführung angesprochen. Es wurde von einer Zusammenkunft in Stockholm berichtet, in der Vertreter der rumänischen Regierung deutlich erklärt hätten, dass sie Personen deutscher Volkszugehörigkeit nur dann aus dem Land ausreisen lassen würden, wenn pro Kopf 1000 Dollar gezahlt würden.
Die von 1949 bis 1970 bestehende Zentrale Rechtsschutzstelle des Auswärtigen Amtes war ursprünglich dem Bundesministerium der Justiz zugeordnet und wurde 1953 dem Auswärtigen Amt unterstellt. Sie war unter anderem zuständig für „Grundsatzfragen des Rechtsschutzes vor ausländischen Gerichten oder Behörden für Deutsche, die als Auswirkung des Zweiten Weltkriegs oder auf Grund der in einzelnen Ländern bestehenden besonderen Verhältnisse in Schwierigkeiten geraten sind“. Verschiedene Anwälte wurden mit der Wahrnehmung von Rechtsschutz betraut, so der Stuttgarter Anwalt und Notar Ewald Garlepp in den frühen 1960er Jahren für Rumänien.
Dieser berichtete am 19. Dezember 1962 „über Angebote eines regulären Menschenauskaufes, die ihm im Zusammenhang mit seiner Tätigkeit für die Rechtsschutzstelle gemacht wurden. Ihm wurde in einem konkreten Falle, der 76 Personen umfasste, von rumänischer Seite ein Vorschlag von 5.000 DM pro Person gemacht. Bei Inhaftierten beträgt die Summe 7.000 DM pro Person. Für eine größere Gruppe wurde ein Betrag von rund 600.000 DM verlangt. Herr Garlepp versicherte, dass auf diesem Wege heute jeder Deutsche aus Rumänien herausgebracht werden kann, gleichgültig, ob er inhaftiert ist oder nicht“. Garlepp erklärte 1963, „dass es, nachdem einmal Geld für die Übersiedlungsgenehmigung einer Anzahl Personen gezahlt worden ist, nicht möglich sein wird, über Familienzusammenführung hinaus Personen ohne finanzielle oder wirtschaftliche Gegenleistung herauszubekommen.“ In dieser Zeit wurden in Einzelfällen unter anderem 44.000 DM für zwei Familien mit zusammen sieben Personen gezahlt.
Bundespräsident Gustav Heinemann reiste 1967 zu einem Staatsbesuch nach Rumänien, um den vom Kreml unabhängigen Kurs des Landes zu stärken, jedoch ging es ihm auch um das „Schicksal der 350.000 Deutschstämmigen im kommunistischen Rumänien“. Am 31. Januar 1967 nahmen die Bundesrepublik Deutschland und Rumänien – als erstes Land des Ostblocks – diplomatische Beziehungen auf. Durch das sogenannte zweite Bein (finanzielle Leistungen im Tausch gegen Ausreisegenehmigungen für eine gewisse Zahl von Rumäniendeutschen) wollte Deutschland Erleichterungen für diejenigen herbeiführen, die in Rumänien bleiben wollten, und so den Ausreisedruck mindern.

### Berufung des deutschen Verhandlungsführers
1968 beauftragte die damalige Bundesregierung unter Kanzler Kurt Georg Kiesinger den Neusser Rechtsanwalt und das spätere Mitglied des Deutschen Bundestages Heinz Günther Hüsch (CDU) als Verhandlungsführer der Bundesrepublik Deutschland mit Rumänien in der Geheimsache Kanal. Hüsch füllte diese Rolle auch während der folgenden Regierungszeiten unter Willy Brandt, Helmut Schmidt und Helmut Kohl aus. Seine Mission endete erst mit dem Sturz des Ceaușescu-Regimes während der Rumänischen Revolution 1989.
Hüsch erhielt seinen offiziellen Auftrag zu Verhandlungen mit Rumänien, für den er sich Freiheit in seiner Methodik ausbat, im Januar 1968 von Gerd Ludwig Lemmer, dem damaligen Staatssekretär im Bundesministerium für Vertriebene, Flüchtlinge und Kriegsgeschädigte. Für seinen Auftrag erhielt Hüsch keinen schriftlichen Vertrag mit der Bundesregierung. Das Deutsche Rote Kreuz unterstützte die Aktion, wollte sie aber nicht führen. Hüsch hatte mehr als 200 offizielle und zwischen 600 und 1000 inoffizielle Treffen mit Vertretern der rumänischen Regierung, die ihm den Decknamen Eduard gab. Hüsch hatte im Laufe der Jahre insgesamt sechs rumänische Verhandlungspartner:
- Alexandru Martinescu,  Verhandlungsführer ab 1962[13]
- Gheorghe Marcu, Stellvertretender Direktor des Instituts für Außenwirtschaft, enger Vertrauter Ceaușescus
- Tudor Gudina, Oberst
- Stelian Octavian Andronic, Handelsrat, Kaufmann, ehemaliger Handelsattaché in den Niederlanden, Verhandlungsführer von 1981 bis 1986[10]
- Dragan alias General Niculescu alias General Doicaru, Chef der Securitate
- Aristotelo Ene alias Aristotel Stamatoiu, stellvertretender Chef der Securitate
- Constantin Anghelache, Oberstleutnant

Dolmetscher waren Adalbert Bucur alias Popescu, Mitofan Oprea alias Oprescu, Marisescu (Vorname nicht bekannt). Ab 1970/71 bestand Gewissheit darüber, dass die rumänischen Gesprächspartner Angehörige der Securitate waren.

### Verhandlungen
Seine erste Verhandlungsrunde mit den Vertretern Rumäniens führte Hüsch vom 9. bis 12. Februar 1968 in einem Hinterraum des Hotel Ambasador in Bukarest. Die zweite Verhandlung wurde im Lido durchgeführt, spätere Gespräche fanden im Außenhandelsministerium statt. Helmut Kohl sagte zu Ulrich Wickert in einem Interview von 1999: […] dass gehört zu meinen barbarischsten Erinnerungen… wir haben wie im Suq gefeilscht […]. Mit Aufnahme der Verhandlungen war von Anfang an „absolute Geheimhaltung“ verknüpft. Die Anfangsphase war geprägt von gegenseitigem Misstrauen und Unsicherheit bezüglich der Befähigung der anderen Seite, Vereinbarungen einhalten zu können. Der Inhalt der Verhandlungen bestand im Wesentlichen aus der Verpflichtung der rumänischen Seite, in einem bestimmten Zeitraum eine bestimmte Anzahl von Deutschen in die Bundesrepublik ausreisen zu lassen, und der Verpflichtung der deutschen Seite, für jeden ausgereisten Deutschen einen bestimmten Betrag an Rumänien zu zahlen. Die rumänische Seite hatte folgende Forderungen:
- ein Vorschuss von 200.000 Deutsche Mark, Barzahlung, keine Quittung
- unterschiedliche Beträge für jede bewilligte Ausreise nach den Kategorien:
  - Alter
  - berufliche Ausbildung (Arbeiter, qualifizierter Arbeiter, Akademiker)
  - Rentner

Zu erheblichen Meinungsverschiedenheiten kam es bei der Einstufung von Spezialisten, also Facharbeitern oder Handwerkern, zu denen auch Traktorfahrer und Studenten im letzten Semester gehören sollten. Auch bei den folgenden Verhandlungen gab es hierüber Differenzen, da Hüsch auf die Umstellung auf einen pauschalen Betrag pro Person drängte.
Zur Kontrolle der erbrachten Leistungen übergab die rumänische Seite Listen mit Angaben über Namen, Vornamen, Adressen und Passnummern. Eine Überprüfung ergab, dass die aufgeführten Personen lediglich eine Ausreisegenehmigung erhalten hatten, und es war unklar, ob diese tatsächlich in die Bundesrepublik ausgereist waren.
In der Verhandlungsrunde vom 25. April 1968 forderte Rumänien folgende Ablösebeträge pro ausreisende Person:
- Kategorie A: 1.700 DM – normaler Mensch
- Kategorie B: 5.000 DM – gehobener, ausgebildeter Facharbeiter
- Kategorie C: 10.000 DM – Akademiker

Der erste schriftliche Vertrag wurde am 7. März 1969 in Stockholm geschlossen und war bis zum 15. März 1970 befristet. Der zweite Vertrag folgte dann 1970 in Stockholm, in dem eine Fortsetzung der Zusammenarbeit ab dem 16. März 1970 vereinbart wurde. Hierin verpflichtete sich die rumänische Seite, als Mindestleistung an legaler Auswanderung von 20.000 deutschstämmigen Rumänen aus der Sozialistischen Republik Rumänien in die Bundesrepublik Deutschland herbeizuführen, gestaffelt wie folgt:
|                                                       |                                                    |
| - 16. März bis 31. Dezember 1970 - 1971 - 1972 - 1973 | – 4.000 Personen – 6.000 Personen – 4.000 Personen |

### Zahlungen

#### Zahlungen Deutschlands
Im Sinne dieses Vertrages war die rumänische Seite berechtigt, innerhalb des Vertragsraumes bis zu 40.000 legale Auswanderungen in die Bundesrepublik herbeizuführen. Zur Abgeltung zahlte Hüsch für seine Auftraggeber folgende Entschädigung:
- Kategorie A: 1.800 DM Personen, die nicht unter eine spätere Kategorie fallen; sowie Männer, die bei der Einreise in die Bundesrepublik das 62. Lebensjahr vollendet haben, und Frauen, die das 60. Lebensjahr vollendet haben
- Kategorie B1: 5.500 DM Studenten, die ihr Studium noch nicht beendet haben
- Kategorie B2: 7.000 DM Studenten in den letzten beiden Jahren ihrer Ausbildung
- Kategorie C: 11.000 DM Personen mit abgeschlossenem Studium
- Kategorie D: 2.900 DM Personen mit abgeschlossener beruflicher Ausbildung, aber nicht Hochschule, zum Beispiel Facharbeiter, Meister, Gesellen

Höchstens 20 Prozent der Angekommenen sollten aus der Kategorie D stammen. Kamen im Vertragszeitraum mehr als 20.000 Aussiedler in die Bundesrepublik, erhielt Rumänien einen Bonus. Bei bis zu 30.000 Personen betrug dieser Bonus drei Millionen DM; bei bis zu 40.000 Personen vier Millionen DM, mit einer proportionalen Verrechnung der dazwischenliegenden Werte. Die Zahlung erfolgte jeweils zum Jahresende, zu 50 Prozent durch Verrechnungsscheck und zu 50 Prozent in bar, jedoch ohne schriftliche Quittung. Der ehemalige deutsche Botschafter in Bukarest in der Zeit von 1971 bis 1976, Erwin Wickert, bestätigte die Angaben zu den Kopfgeldzahlungen.
Bereits 1963 berichtete der damalige Bundesminister der Finanzen Rolf Dahlgrün von einem Gespräch mit dem damaligen Staatssekretär Karl Carstens vom Auswärtigen Amt, in dem Carstens davon ausging, dass 100.000 Rumäniendeutsche nach Deutschland ausreisen wollten und dass Deutschland an Rumänien pro Person ein Kopfgeld von 1.000 DM zahlen müsste.
Berndt von Staden, Ministerialdirektor im Auswärtigen Amt, erwähnte 1972, dass der „gegenwärtige Satz“ bei 3250 DM pro Person lag.
Der Spiegel nannte 1985 folgende Beträge:
- Für ein Kind: 4.000 DM
- Für einen Rentner: 6.000 DM
- Für einen Erwachsenen: bis zu 10.000 DM

Der siebenbürgische Historiker Michael Kroner machte 1998 folgende Angaben:
- 1960er Jahre: etwa 1.500 DM pro Person
- 1970er Jahre: 5.000 bis 8.000 DM pro Person
- 1980er Jahre: bis zu 12.000 DM pro Person

In dem Vertrag von 1970 wurde präzisiert, dass die Einreise in die Bundesrepublik und die dortige Registrierung (in der Regel in Nürnberg) der Beweis für die rumänische Leistung und maßgeblich für deutsche Zahlungen war. Eine weitere Bedingung war, dass die Ausgereisten deutsche Volkszugehörige sein mussten. Konnte ein Ausgereister diese Klausel nicht im Sinne der deutschen Definition erfüllen, dann wurde auch kein Auslösebetrag gezahlt.
Wer ohne Erlaubnis in die Bundesrepublik kam, war nach rumänischer Auffassung ein „illegaler Flüchtling“. Angehörige von illegalen Flüchtlingen konnten nicht mit dem Argument der Familienzusammenführung die Ausreise beantragen, da sie gemäß Angaben der rumänischen Verhandlungsführer nie eine Ausreiseerlaubnis erhalten würden. Hüsch schlug seinen rumänischen Verhandlungspartnern vor, „Illegale“ nachträglich zu legalisieren. Deutschland würde solche Fälle als unter das Abkommen fallend betrachten und würde für diese Personen genauso bezahlen wie für legal ausgereiste. Rumänien akzeptierte das. Als Preise wurden für die Kategorien A, B und C jeweils 4.000 DM, 7.800 DM, und 8.950 DM vereinbart.
Hüsch verständigte sich mit der rumänischen Seite, dass Heiratsgenehmigungen erteilt wurden, wenn die Eheschließungswünsche hinreichend glaubhaft gemacht werden konnten. Für Heiratsgenehmigungen wurde nichts gezahlt. Nach einem rumänischen Erlass mussten Ausreisewillige ihre Bahnfahrkarte für die Ausreise in Devisen bezahlen; rumänischen Staatsbürgern war aber der Besitz von Devisen verboten. Zur Abrechnung erhielt Deutschland von Rumänien nun zwei Listen, eine Ausreiseliste und eine sogenannte Talonliste der Rumänischen Bahn Căile Ferate Române. Eine Bahnkarte kostete 390 DM.

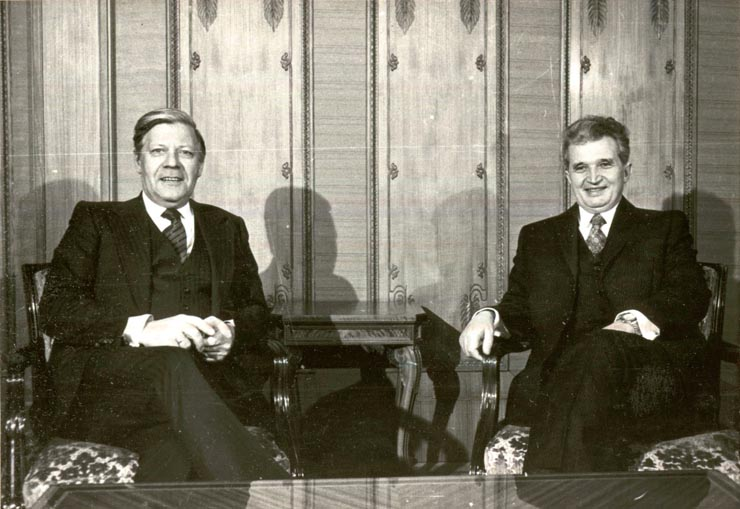
Helmut Schmidt während der Begegnung mit Nicolae Ceaușescu am 6.–7. Januar 1978

Im Januar 1978 kam es zu dem sogenannten Handschlagabkommen zwischen dem damaligen Bundeskanzler Helmut Schmidt und Nicolae Ceaușescu. Vereinbart wurde eine Zahl von jährlich 11.000 Ausreisenden, für die im Gegenzug Hermes-Kredite über 800 Millionen DM gewährt werden und ein Kopfgeld von 4.000 DM fließen sollten. Ab 13.500 Ausreisenden im Jahr sollte sich das Kopfgeld auf 5.000 DM pro Person erhöhen. Dieses Abkommen war allerdings eine schriftliche Vereinbarung, die von Vasile Pungan, dem außenpolitischen Berater Ceaușescus, und Ministerialdirektor Günther van Well vom Auswärtigen Amt unterzeichnet wurde.
Im Laufe der Zeit erhöhten sich die Ablösebeträge stetig. Nach der Abschaffung der Kategorien wurden 1983 einheitlich 7.800 DM pro Aussiedler gezahlt; die letzte Abrechnung vom August 1989 wies einen Betrag von 8.950 DM pro Person aus.
Die Abkommen, die Hüsch mit der rumänischen Seite schloss, enthielten keine Angaben über Übereinkünfte zwischen den Staaten Deutschland und Rumänien, sondern waren privatrechtliche Verträge mit Hüsch. Die rumänische Seite legitimierte sich durch Ausreisen, Hüsch durch Zahlungen. Die Verträge wären völkerrechtlich nicht einklagbar gewesen.

#### Finanzielle Transaktionen nach Rumänien
Die finanziellen Mittel für die Auslösungen stammten ursprünglich aus dem Haushalt des Bundesministeriums für Vertriebene und Flüchtlinge. Während der sozial-liberalen Koalition unter dem damaligen Bundeskanzler Willy Brandt wurde das Ministerium für Vertriebene und Flüchtlinge 1969 aufgelöst und für dieses Thema eine eigene Abteilung im Bundesinnenministerium gegründet, die einem Staatssekretär unterstellt wurde.
In der Anfangszeit akzeptierte Rumänien nur Barzahlungen, über die es zunächst keine anderen Belege gab. Protokolliert und dokumentiert wurden die Barzahlungen durch Ewald Garlepp, der Hüsch auch bei den rumänischen Verhandlungspartnern einführte. Später wurde per Scheck, noch später per Überweisung gezahlt.
Barzahlungen wurden nie in Rumänien übergeben, sondern in europäischen Städten wie Wien, Paris, Rom, Stockholm oder Kopenhagen. Die Zahlungen bestanden aus 1000-DM-Scheinen, die in der Commerzbank gegenüber der Anwaltskanzlei Hüsch in gemeinsamen Besprechungen gezählt, kuvertiert und mit dem Siegel der Bank und dem Anwaltssiegel Hüschs verschlossen und so später den Empfängern in Umschlägen übergeben wurden. Ein Verzeichnis mit der Notifizierung nach Nummern wurde an die Bundesregierung weitergeleitet. Bei einer Übergabe von Banknoten im Wert von 24 Millionen DM wurde Hüsch von einer Polizei-Eskorte begleitet, außerdem trug er immer eine Waffe bei sich. Spätere Zahlungen erfolgten per Scheck, teilweise auch in Bukarest. Hüsch vereinbarte aus Misstrauen vor der Securitate mit der Commerzbank, dass die Schecksummen erst honoriert wurden, wenn er durch persönliches Erscheinen die Zahlung freigab. Später fanden die finanziellen Transaktionen durch Überweisungen statt. Die Gelder wurden immer in der nächsten Verhandlungsrunde gezahlt, damit etwa alle drei Monate. Unter dem rumänischen Verhandlungsführer Gheorghe Marcu bestand zeitweise für fünf Monate kein Kontakt zwischen den Parteien. In den letzten drei Jahren der Aktion strebte die rumänische Seite eine Systematisierung der Transaktionen an, mit Treffen in Abständen von zwei Monaten.
Die Gelder wurden auf Konten bei der Rumänischen Nationalbank, der Außenhandelsbank Rumäniens mit Sitz in Frankfurt am Main, oder der Bank für Internationalen Zahlungsausgleich überwiesen. Als Empfänger der Zahlungen auf die immer gleich bleibende Kontonummer wurde angegeben: „Außenhandelsbank Rumäniens, betreffend Andronic“ oder „Außenhandelsbank Rumäniens, Besprechung mit Hüsch vom Datum …“.
Die Höhe der Gesamtzahlung zwischen Bonn und Bukarest in der Zeit von 1968 bis 1989 ist nicht bekannt. Die zahlreichen Dokumente, die Auskunft geben über einzelne, periodisch getätigte Zahlungen oder einen Überblick über die in einem bestimmten Zeitraum eingegangenen Beträge, vermitteln zwar ein ungefähres Bild davon, erlauben es aber wegen ihres selektiven Charakters nicht, die Gesamthöhe der Freikaufsgelder zu ermitteln. Rumänien erhielt außer den vereinbarten Pro-Kopf-Beträgen noch weitere finanzielle Zuwendungen wie Prämienzahlungen bei der Überschreitung der festgelegten Ausreiseerlaubnisse, Sonderzahlungen für die Lösung schwieriger Fälle oder Zinssubventionen für in Anspruch genommene Kredite in Höhe von 32 Millionen DM jährlich (ab Mitte 1978). Nach vorsichtigen Schätzungen des Forschers Ernst Meinhardt beläuft sich die Gesamtsumme der auf diese Weise geflossenen Gelder nach dem Studium von Akten des Bundesarchivs in Koblenz und des Archivs des Auswärtigen Amtes in Berlin 2007 auf über eine Milliarde DM.  Nach dem Studium von 468 zum Großteil aus Securitate-Beständen stammenden und 2011 freigegebenen Dokumenten, die sich heute im Archiv des Nationalen Rats für das Studium der Archive der Securitate (CNSAS) befinden, schloss sich der rumänische Historiker Florian Banu dieser Ansicht an. Gemäß Heinz Günther Hüsch ist diese Schätzung unzutreffend.

#### Andere Leistungen
Für die Ausreise der Rumäniendeutschen gab es gemäß Ernst Meinhardt zusätzlich zur finanziellen Kompensation „nicht-geldliche Forderungen [,... welche ...] die rumänische Seite immer wieder gestellt [hatte]. Die deutsche Seite hat sie meist erfüllt. Abgelehnt wurden sie, wenn sie überzogen waren oder gegen Embargobestimmungen verstießen.“
Nach Florian Banu „umfasste die Liste der Lieferungen unter anderem eine beträchtliche Zahl von Personenkraftwagen der Marken Mercedes-Benz, BMW, Ford, Opel und Audi, einen mit Filmapparatur und Lautsprechern ausgestatteten Kastenwagen (rumänisch autodubă) vom Typ Mercedes-Benz, ein Magirus-Deutz-Feuerwehrfahrzeug, ein automatisches Blutanalysegerät sowie die komplette technische Ausstattung für ein Zahnarztkabinett, beide für die Poliklinik des Innenministeriums bestimmt.“ Auch wurden drei Jagdgewehre und 2000 Schuss Munition geliefert. Hinzu kam die Lieferung einer großen Menge von „operativer Technik“ ohne Bezahlung (rumänisch fără plată), vor allem von Geräten für akustische und optische Aufzeichnung und deren Wiedergabe. Derartige Lieferungen fanden gemäß der veröffentlichten Dokumente vornehmlich in der ersten Hälfte der 1970er Jahre statt, so Banu. Hüsch hingegen erklärte, dass zu keiner Zeit geheimtechnische und unter Embargo fallende Mittel geliefert worden wären.
Die rumänische Seite forderte Sonderzahlungen für ihre Bemühungen, die Bestimmungen der Vertraulichen Konvention zu erfüllen. Im Namen seines Auftraggebers stimmte Heinz Günther Hüsch zu und überwies in drei Tranchen insgesamt 4,6 Millionen DM auf ein Spezialkonto. Mit dem Geld wurden auf dem deutschen Markt operative Technik und sonstige Materialien für die Ausstattung der Securitate-Einheiten angekauft. Die rumänische Seite ersuchte Hüsch mehrfach um Hilfestellung bei der Vermittlung von Firmenkontakten, der Beschaffung von bestimmten Produkten und der Erteilung von Exportlizenzen.

#### Verwendung der Gelder in Rumänien
Der Leiter der Abteilung für Devisen im rumänischen Finanzministerium von 1978 bis 1982 Theodor Stolojan bestätigte, dass es zwar zwei Devisenkonten bei der Rumänischen Außenhandelsbank gegeben habe, dass es sich hierbei aber nicht um Privatkonten Nicolae Ceaușescus, sondern um „Konten zur Verfügung Ceaușescus“ gehandelt habe. Ceaușescu habe das meiste Geld auf diesen Konten in den 1980er Jahren zur Begleichung der Auslandsschulden Rumäniens benutzt. Den Rest des Geldes habe die Regierung um Ion Iliescu nach der Revolution von 1989 zum Import dringend benötigter Konsumgüter für die Bevölkerung verwendet. Über geheime Schweizer Konten Ceaușescus oder über Geheimdienstler, die Geld von diesen Konten abgehoben hätten, wisse er nichts.
Gemäß Florian Banu wurden die Zahlungen in Rumänien als aus „operativen Aktionen erzielte Valuta“ deklariert, welche ab 1966 in den Staatshaushalt flossen und zunächst zur Deckung des Bedarfs der rumänischen Volkswirtschaft an Gütern und Technologien aus dem Ausland, später auch zur Tilgung von Auslandsschulden verwendet wurden. Den gesetzlich festgelegten Selbstbehalt von 20 Prozent benutzte die Securitate vorwiegend für die Anschaffung von operativer Technik.

#### Zusätzliche Zahlungen der Ausreisewilligen
Zusätzlich war es üblich, dass sich ausreisewillige Familien die begehrten Ausreisepapiere durch ein Devisen-Schmiergeld an die lokalen Behörden erkaufen mussten. Der Besitz von Devisen war in Rumänien allerdings verboten, so befanden sich Ausreisewillige oft in einem Illegalitätsdilemma. Dieses kann als weiteres Indiz dafür gewertet werden, dass dieses Verfahren von höchster Stelle in Staat und Politik gedeckt war. Wer nicht zahlen wollte oder konnte, musste viele Jahre und oft vergeblich auf die Bearbeitung seines Ausreiseantrages warten. Auch die Zahlung war aber nicht immer eine Garantie für den Erfolg. Zur Erteilung der Ausreiseerlaubnis wurden Ausreisewillige oft genötigt, ihr Land und Haus nach festgesetzten Tarifen zu verkaufen. Diese Tarife betrugen in der Regel nur einen Bruchteil des tatsächlichen Wertes. Nach erfolgter Ausreise waren viele Betroffene so in der Pflicht, zum Teil erhebliche Beträge an Verwandte, welche die Schmiergelder vorgestreckt hatten, zurückzuzahlen.
Vor allem in den 1980er Jahren wurden Schmiergelder an sogenannte Mittelsleute gezahlt, beispielsweise in Timișoara an den berüchtigten Gärtner (rumänisch Grădinaru) alias Blumenmann Nicolae Căpraru oder an den ehemaligen Königlichen Notar Bogdan Nicolae. Das örtliche Netzwerk der Schmiergeldeintreiber unterstand Viorel „Bebe“ Bucur, Hauptmann der Miliţia Economică von 1984 bis 1989. Ähnliche Netzwerke bestanden auch in Brașov, Arad oder Bukarest. Bucur wurde in den 1990er Jahren verurteilt, jedoch vom Vorwurf der Vorteilnahme freigesprochen. Er habe alle Gelder korrekt an die Außenhandelsbank überwiesen.
Aus einzelnen Fällen ist bekannt, dass bereits 1960, 1962 und 1964 Ausreisewillige vor der Ausreise die Kosten für ihre in Rumänien erhaltene Ausbildung an den rumänischen Staat zurückzahlen mussten. Mit dem Bukarester Dekret von 1982, das in Deutschland als Freikauf-Dekret bekannt wurde, bestand Rumänien im Fall der Ausreiseabsicht auf die „Rückzahlungspflicht“, unter anderem für Ausbildung, Förderung usw., und „Gesamtbesitzabtretung an den Staat“ von Grund, Haus, Kulturgut usw. Das Dekret rief internationale Proteste hervor. Beginnend mit Februar 1983 wendete Bukarest das Dekret rigoros an und verlangte bis zu 80.000 DM von ausreisewilligen Familien, reagierte allerdings infolge der Androhung US-amerikanischer Wirtschaftsmaßnahmen und der Ankündigung völkerrechtlicher Prüfung nervös. Am 1. Juni 1983 erklärte sich die rumänische Regierung als Ergebnis eines Besuchs des damaligen Außenministers Hans-Dietrich Genscher in Bukarest bereit, das „Dekret auf die Angehörigen der deutschen Minderheit nicht mehr anzuwenden“.
Die Gebühren für Anträge auf den Verzicht der rumänischen Staatsangehörigkeit lagen bei den diplomatischen Vertretungen Rumäniens in Deutschland bei bis zu 880 DM pro Person.
Der siebenbürgische Forscher Otto-Walter Roth schätzte die Höhe der in den 1980er Jahren insgesamt gezahlten Schmiergelder auf 225 Millionen DM. Die in Timișoara erscheinende Monatszeitschrift Timișoara International veröffentlichte Mitte der 1990er Jahre eine mehrteilige Serie über Schmiergeldzahlungen, in der umfangreiche Listen mit Angaben über die Namen der Zahlenden, deren Heimatgemeinde und die Beträge inklusive Datum erschienen. Eine Gesamtsumme wurde hier nicht genannt.

### Verhandlungen über einen Staatsbesuch Helmut Kohls
Ceaușescu hatte nach seinem Besuch in Bonn 1984 eine Einladung an Bundeskanzler Helmut Kohl für einen Gegenbesuch in Bukarest ausgesprochen. Um Ceauşescu nicht weiter aufzuwerten, reagierte Kohl mit Zurückhaltung. Ceauşescu wollte seine außenpolitische Isolierung überwinden, und so wurde auch Druck auf den Verhandlungsführer Hüsch ausgeübt. Seine rumänischen Gesprächspartner verlangten ultimativ, dass der Kanzler am 26. August 1986 seinen Besuch abstatten solle, spätestens aber am 4. September. Ein paar Stunden später erklärte der Dolmetscher „er hätte sich wohl etwas vertan“. In Hüschs weiteren Verhandlungen verknüpfte die rumänische Seite zeitweilig die Fortsetzung der Familienzusammenführung mit einem Staatsbesuch Kohls; Anfang 1988 verstärkte sich der Druck weiter.
Helmut Kohl, um eine Erhöhung der Ausreisezahlen auf 25.000 jährlich bedacht, befürchtete, dass die deutsche Öffentlichkeit nicht mehr lange bereit sein würde für Familienzusammenführungen Geld auszugeben und wollte das Problem schnell lösen. So war Kohl um Juli/August 1988 zu einem Besuch in Bukarest bereit, wenn dadurch Verbesserungen für die Ausreisewilligen und die Verbleibenden erreicht werden konnten. Er machte zur Bedingung, dass vorab eine höhere Zahl an Ausreisenden vereinbart wurden, und das sein Besuch keine Billigung der rumänischen Politik war, weder außenpolitisch noch innenpolitisch, hier besonders im Bezug auf das rumänische Programm zur Systematisierung der Dörfer.
1988 entsandte Kohl Hüsch als Sonderbotschafter zu Ceaușescu nach Bukarest, da auf den gängigen diplomatischen Wegen keine Ergebnisse erzielt worden waren. In den Gesprächen unterstrich Hüsch die entscheidende Bedeutung der Familienzusammenführung für einen Kanzlerbesuch und erörterte gleichzeitig geheime Absprachen. Ceaușescu bestritt jegliche Absprache und verweigerte jede Verhandlung dazu. Kohl sah in der Folge von einem Besuch in Rumänien ab.

### Aufkündigung der Abkommen
Am 4. Dezember 1989 erfolgte die überraschende endgültige Kündigung aller Vereinbarungen durch Rumänien. Die humanitären Verpflichtungen würden erfüllt werden, aber Rumänien würde zukünftig auf weitere Zahlungen verzichten. Für den 20. Dezember 1989 war eine Abrechnung vorgesehen, und am 31. Dezember 1989 wurde die Vierteljahreszahlung fällig.
Bundeskanzler Helmut Kohl konsultierte Heinz Günther Hüsch am 20. Dezember im Bezug auf seine Einschätzung, ob die Bundesrepublik im Licht der revolutionären Ereignisse und mittlerweile kritischen Lage in Rumänien die ausstehenden Zahlungen leisten sollte, und entschied am gleichen Tag: „Wir gehen das Risiko ein. Wir bleiben vertragstreu.“ Am 25. Dezember 1989 wurden Elena und Nicolae Ceaușescu standrechtlich erschossen, und am 29. Dezember 1989 hob die Übergangsregierung die Reisebeschränkungen auf. Insgesamt hatte Heinz Günther Hüsch bis dahin in 22 Jahren 313 Verhandlungen geführt.

### Nach der Rumänischen Revolution von 1989
Innerhalb der nächsten sechs Monate verließen 111.150 Deutschstämmige „fluchtartig, in Panik das Land“. Misstrauen und mangelndes Vertrauen in die Rechtslage in Rumänien prägte das Bewusstsein auch jener Rumäniendeutschen, die ihren Ausreisewunsch hinausschieben mussten, trotz der am 21. November 1991 verabschiedeten neuen rumänischen Verfassung, welche die Gleichheit aller Bürger und das Recht der nationalen Minderheiten auf die „Bewahrung, Entwicklung und Äußerung ihrer ethnischen, kulturellen, sprachlichen und religiösen Identität“ versprach.
Die Bundesregierung sah sich ab Mitte des Jahres 1990 gezwungen, eine Reihe gesetzlicher Maßnahmen zu beschließen mit dem Ziel, die Einreise dieser Personengruppe in die Bundesrepublik zahlenmäßig zu beschränken. Vordringliches Ziel dieser Politik war die Stabilisierung der deutschen Minderheit in Rumänien. Hierzu wurden die diplomatischen Rahmenbedingungen in den bilateralen Beziehungen zwischen beiden Staaten verbessert sowie ein weitverzweigtes Netz vielfältiger materieller Hilfeleistungen eingerichtet. Der am 21. April 1992 unterzeichnete Vertrag über die Freundschaftliche Zusammenarbeit zwischen der Bundesrepublik Deutschland und Rumänien verbesserte die rechtlichen, politischen und wirtschaftlichen Bedingungen für das künftige Bestehen der deutschen Minderheit in Rumänien. Allein in den ersten fünf Jahren nach der Wende beliefen sich die von der Bundesregierung geleisteten Hilfen für die deutsche Minderheit in Rumänien auf einen Wert von 122 Millionen DM.
Von 1950 bis 2005 kamen 430.101 Rumäniendeutsche als Aussiedler beziehungsweise Spätaussiedler aus Rumänien in die Bundesrepublik Deutschland. Die Zahl der in Rumänien verbliebenen Personen mit deutschem Hintergrund lag bei der Volkszählung von 2002 bei unter 50.000.

## Bewertung
Nicolae Ceaușescu soll des Öfteren gewitzelt haben, dass „Erdöl, Deutsche und Juden Rumäniens lohnendste Exportartikel“ seien.
Rumäniens Präsident Traian Băsescu verurteilte in seiner Rede vor beiden Kammern des rumänischen Parlaments am 18. Dezember 2006 den „Verkauf der Juden und der Deutschen“ durch das kommunistische Regime. Geheimdienstakten zu diesem Thema sind zum gegenwärtigen Zeitpunkt noch nicht in vollem Umfang freigegeben. Die deutsche Geheimhaltungsfrist für Dokumente zum Thema beträgt 30 Jahre, sodass frühestens 2019 mit dem Bekanntwerden aller Umstände auf deutscher Seite gerechnet werden kann.
Klaus Kinkel, von 1979 bis 1982 Präsident des Bundesnachrichtendienstes und von 1982 bis 1990 Staatssekretär im Bundesministerium der Justiz, bemerkte: „Es war mir zuwider, was dort abgelaufen ist, aber wir hatten keine anderen Möglichkeiten und keine andere Chance es zu tun. Selbst unter den Umständen, die damals notwendig waren, war es richtig.“ „Wir mussten überlegen, ob wir dies tun oder nicht, wir waren ja in einer in mancher Beziehung erpressbaren Situation, und deshalb hat man damals so gehandelt. Mit ungutem Gefühl, mit Bauchgrimmen, und auch – das sage ich deutlich – mit manchem Ekel, was die rumänische Verhandlungsweise und die Situation dort anbelangt.“ „Es war im wahrsten Sinne des Worte ein unwürdiger demütigender Menschenhandel.“
Hans-Dietrich Genscher stellte fest: „Es war eine einzigartige Sache, einzigartig natürlich auch deshalb, weil es ja in Rumänien nach dem Zweiten Weltkrieg keine Vertreibungen gegeben hatte. Während die Deutschen in anderen europäischen Ländern ihre Heimat verlassen mußten, konnten sie in Rumänien bleiben. Das war also eine andere Haltung in Rumänien, weil man dort erkannt hatte, wie wichtig – auch für die wirtschaftliche Entwicklung des Landes – die deutsche Minderheit in Rumänien war. Deshalb gab es das Problem in dieser Größenordnung auch nur in Rumänien.“
Horst Teltschik, außenpolitischer Berater von Helmut Kohl von 1982 bis 1990, erklärte: „Mit dem deutschen Hintergrund [der Rumäniendeutschen] haben sie als Regierung eine Verantwortung; laut unserer Verfassung sind das Deutsche. Also wenn sie in Not sind, dann sind sie verpflichtet zu helfen. Im Falle Rumäniens ging es um Ausreise oder Nichts. Wir konnten nicht vor Ort helfen, also blieb nur die Alternative – das Angebot: Wenn ihr zahlt, dann könnt ihr sie alle haben. Na gut, dann haben wir […] halt bezahlt.“
Der rumänische Verhandlungsführer Stelian Octavian Andronic beschrieb seine Zusammenarbeit mit Hüsch: „Es war die Zusammenarbeit von zwei zivilisierten Menschen, die nicht so stark ideologisch indoktriniert waren, dass eine vernünftige Auseinandersetzung nicht mehr möglich gewesen wäre. Aber jeder verfolgte eigene Interessen.“
Gemäß Anton Sterbling, Professor für Soziologie und Pädagogik, „liegt es in der Natur von Diktaturen, dass sie Menschen in solche Zwangslagen führen, Schuld verschleiern und letztlich die Menschen in moralische Krisen führen. Die Dilemmata wurden durch ein menschenverachtendes, totalitäres und nationalkommunistisches Herrschaftssystem und seine Funktionsträger herbeigeführt. Hinzu kam die allgegenwärtige Korruption, denn jeder, der einen kleinen Akt zu unterschreiben hatte, hat die Hand aufgehalten.“
Der Historiker Paul Milata bemerkte, dass nach wie vor offene Fragen im Raume ständen, wie zum Beispiel die Identität zahlreicher deutscher und rumänischer öffentlicher und privater Vermittler von Ausreisegenehmigungen, die Anzahl und soziale Struktur (Alter, Beruf) der Ausreisenden nach Ausreisejahr, die Höhe und das Ziel der öffentlichen und privaten Zahlungen und Schmiergelder, sowie die Anzahl der bei den illegalen Ausreiseversuchen zu Tode gekommenen Rumäniendeutschen. Milata erwähnte auch die ausgesprochene Zurückhaltung der Betroffenen, welche die Forschung behindern würde. Betroffene begründeten diese Haltung mit der immer noch grassierenden Angst vor rumänischen Beamten und der Meinung, dass viele dieser nach 1989 Entscheidungsträger der rumänischen Wirtschaft und Politik wurden oder geblieben sind.
Florian Banu stellte fest: „Es kam […] zu der gewissermaßen paradoxen Situation, dass die Dissidenten aus Rumänien, deklarativ von den ‚westlichen Demokratien’ unterstützt, von der Securitate auch mit Hilfe der von denselben Staaten gelieferten leistungsstarken Technik überwacht und ihre Karteikarten mit neuester Computertechnik westlicher Provenienz bearbeitet wurden.“ Walter Tonţa kommentierte die Zweck- und Verhältnismäßigkeit der zur Verfügung gestellten Mittel und die Glaubwürdigkeit der deutschen Politik: „Indem man die Securitate, ein in der Bevölkerung verhasstes Instrument zur Durchsetzung der kommunistischen Diktatur, mit moderner Technik versorgte, wurde eine deutliche Grenzüberschreitung begangen, die auch nicht durch die Notwendigkeit rechtfertigt werden kann, die Ausreise der Rumäniendeutschen sicherzustellen.“
In einem künstlerischer Versuch der Aufarbeitung ging die Bukarester Theaterregisseurin und Drehbuchautorin Gianina Cărbunariu auf den „Ausverkauf“ von rumänischen Staatsbürgern deutscher oder jüdischer Volkszugehörigkeit ein. In der Vorbereitung befragte sie Rumäniendeutsche zu ihrer Identität, Heimat und Historie. Aus diesem Material entwickelte sie das Theaterstück Sold out, das am 5. Mai 2010 in den Münchner Kammerspielen seine Premiere hatte.

## Videomaterial
- Der größte Freikauf der Geschichte., Deutsche Welle, 26. Juni 2010, Dokumentation, 8:17 min
- Susanne Glass: Teurer Freikauf - Das Geschäft mit den Rumänien Deutschen. (Memento vom 22. Juni 2014 im Internet Archive) Dokumentation, 44:11 min[38]
- Bundesstiftung zur Aufarbeitung der SED-Diktatur: Deutsche gegen Devisen: Freikauf der Rumäniendeutschen unter Ceaușescu, Dokumentation, 45 min[39]
- Răzvan Georgescu: Ein Pass für Deutschland (rum. Pașaport de Germania, eng. Trading Germans.) Dokumentation 2014, 90 min[40] → Trailer
- Jane C.K. Amberger, Radu Gota: Der Freikäufer. Dokumentation 2015, 25 min[41]